# 古斯塔夫·斯文松 (1987年)
卡尔·古斯塔夫·约翰·斯文松（瑞典語：Karl Gustav Johan Svensson；1987年2月7日—）是一位瑞典足球運動員，場上司职后腰，現效力於哥德堡体育俱乐部，并代表瑞典參加国际比賽。

## 榮譽
哥德堡
- Allsvenskan: 2007
- Svenska Cupen: 2008, 2014–15
- Svenska Supercupen: 2008

西雅图海湾者
- MLS Cup: 2019[1]